# Fédération belge de go
La Fédération Belge de Go (en néerlandais : Belgische Go Federatie) est une association sans but lucratif, fondée en 1982. 
La FBG a pour but d'organiser et de promouvoir la pratique du jeu de go en Belgique. À ce titre, elle fédère les activités des différents clubs de go du pays et organise plusieurs événements, notamment le championnat de Belgique et le tournoi de Bruxelles.
En 1991, elle a également assuré l'organisation du 35e Congrès européen de go qui rassembla du 27 juillet au 11 août environ 400 joueurs de go à Namur. La FBG organisa à nouveau le Congrès européen en 2019, cette fois à Bruxelles.
De 1985 à 2008, elle a édité la revue Belgo, dont la parution a repris entre 2015 et 2018.
La Fédération belge est membre de la Fédération européenne de go.